# كرايغ مارتن (لاعب هوكي الجليد)
كرايغ مارتن هو لاعب هوكي الجليد كندي، ولد في 21 يناير 1971 في أمهرست في كندا.

## وصلات خارجية
- كرايغ مارتن على موقع دوري الهوكي الوطني (الإنجليزية)
- كرايغ مارتن على موقع EliteProspects.com (الإنجليزية)
- كرايغ مارتن على موقع HockeyDB.com (الإنجليزية)
- كرايغ مارتن على موقع Hockey-Reference.com (الإنجليزية)